# エミール・アドルフ・ロスメッスラー

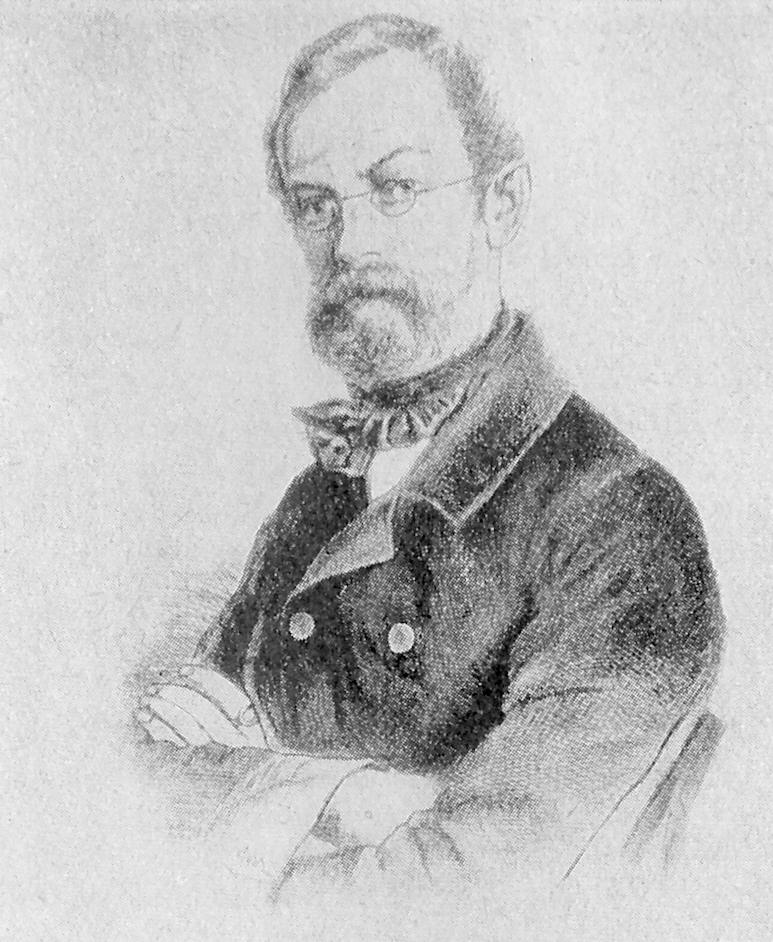
Emil Adolf Roßmäßler

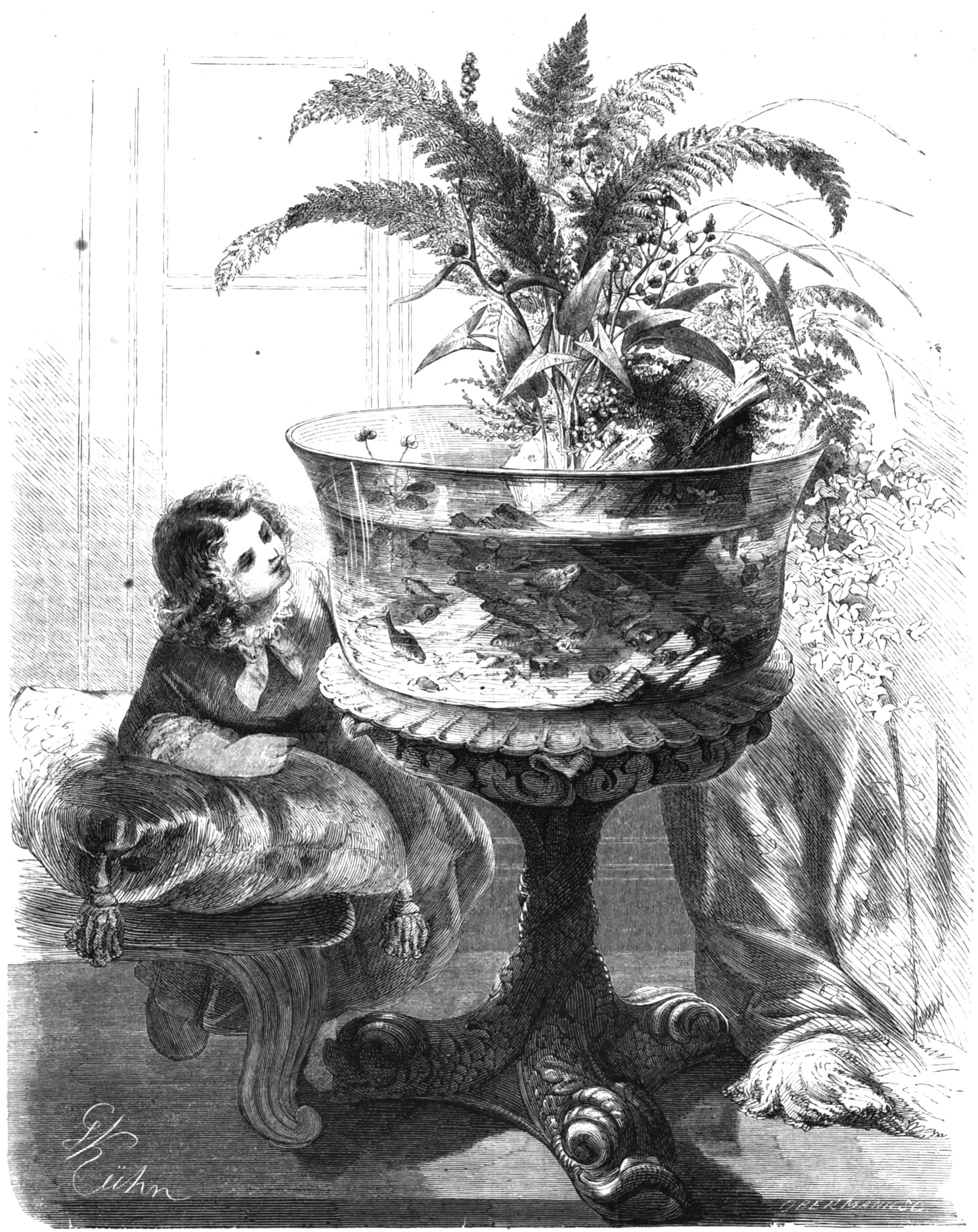
著書、『ガラスの中の湖』の挿絵

エミール・アドルフ・ロスメッスラー、エミール・アードルフ・ロースメスラー（Emil Adolf Roßmäßler、Emil Adolph Roßmäßler、1806年3月3日 – 1867年4月8日）はドイツの博物学者である。動物や植物について多くの著作を残した。

## 略歴
ライプツィヒで生まれた。父親は版画家で、ロスメッスラーの自然に関する興味や絵画に関する興味を育てた。両親を早く失い、親戚の援助を受け、自らも働いて収入を得なえればならなかった。医学を学びたかったが学費が高いので、初め、ライプツィヒ大学で神学を学ぶが、植物学の教授が無償で授業を受けることを許したので、植物学を学び、才能を示し薬学を学ぶことができた。1827年に大学を卒業すると、テューリンゲン州の Weidaの学校の教師となり、植物に関する雑誌を出版した。
1830年にターラントに移り、ハインリッヒ・コッタ (Heinrich Cotta) が設立したの林業アカデミーの動物学の教授となり、害虫のマツアナアキゾウムシ（Hylobius abietis） の研究をした。2年後、自ら図版を描いた、"Systematische Übersicht des Tierreiches"を出版した。淡水軟体動物の研究もした。
1835年にトリエステやクラス地方、アルプスに調査旅行した。1837年にはベルリンで、同時代の博物学者たち、アレクサンダー・フォン・フンボルト、レオポルト・フォン・ブーフ、クリスチャン・ゴットフリート・エーレンベルクやハインリヒ・ローゼ、グスタフ・ローゼと交流した。
政治的な活動としては、憲法制定のために設けられた「50人委員会」のメンバーとして活動した。
1850年にライプツィヒに戻り、著作に専念した。アルフレッド・ブレームと『森の動物』（"Die Tiere des Waldes"、2巻、1863–1868）を出版した。自然への関心をたかめるために『ガラスの中の湖』（"Der See im Glase"）のような趣味としての淡水魚の飼育に関する著作も行った。

## 著作
- 1832: Systematische Übersicht des Tierreiches
- 1835–1839: Iconographie der Land- und Süßwassermollusken (3 Bände)
- 1840: Die Beiträge zur Versteinerungskunde
- 1843: Das wichtigste vom inneren Bau und Leben der Gewächse
- 1849: Die deutsche Nationalversammlung in Stuttgart. Ein Tagebuch von einem Mitgliede derselben. Georg Egersdorff, Hechingen 1849  Digitalisat
- 1850–1853: Der Mensch im Spiegel der Natur (5 Bände)
- 1852: Populäre Vorlesungen aus dem Gebiet der Natur (2 Bände)
- 1854: Reiseerinnerungen aus Spanien (2 Bände)
- 1854: Der Ocean auf dem Tisch, Artikel in der Zeitschrift Die Gartenlaube
- 1854: Flora im Winterkleide
- 1856: Die vier Jahreszeiten mit 24 Vegetationsansichten
- 1856: Die Geschichte der Erde
- 1857: Das Süßwasseraquarium (online; Digitalisat und Volltext - Deutschen Textarchiv) (Faksimile-Nachdruck 1995, ISBN 3-927889-23-7)
- 1858: Das Wasser
- 1860: Der naturgeschichtliche Unterricht
- 1862: Der Wald (Digitalisat und Volltext - Deutschen Textarchiv)
- 1860: Der naturkundliche Unterricht - Gedanken und Vorschläge zu einer Umgestaltung desselben
- 1863–1868: Die Tiere des Waldes (2 Bände,Alfred Brehmと共著)
- 1856–1859: Die Natur (Zeitschrift  Otto Ule 、 Karl Müllerと共著)
- 1859–1866: Aus der Heimat (eigene Zeitschrift)
- 1868: Für freie Stunden
- Mikroskopische Blicke (Sammlung von Roßmäßlers Vorträgen)
- 1874: Mein Leben und Streben (Autobiografie, nach dem Tod des Verfassers herausgegeben von Karl Ruß)